# 9150 Zavolokin
9150 Zavolokin è un asteroide della fascia principale. Scoperto nel 1978, presenta un'orbita caratterizzata da un semiasse maggiore pari a 2,5256256 au e da un'eccentricità di 0,1952632, inclinata di 7,51354° rispetto all'eclittica.
L'asteroide è dedicato al compositore russo Gennadiy Dmitrievič Zavolokin.